# 燕比善那
燕比善那（えんひぜんな、生没年不詳）は、『日本書紀』に登場する百済官吏。大姓八族の一つである燕氏出身の貴族。官位は「奈率」。

## 人物
『日本書紀』に百済聖王が主宰した任那加羅諸国の首長と日本使臣との間による「任那復興会議」に関連して登場する。すなわち、「任那復興会議」に関して百済朝廷における君臣会議が催された際に、聖王が天皇の詔勅を示しながら、如何にすべきかを問い、沙宅己婁、木刕麻那、木尹貴、鼻利莫古、東城道天、木刕眯淳、国雖多、燕比善那らが協議して、早く勅を奉ずべきで、任那の執事・旱岐らを召し、ともにはかり志しを述べるのが善策であり、河内直、阿賢移那斯、佐魯麻都らが安羅に住んでいたのでは任那復興は難しいため、本処（日本）へ移すよう乞うべきだ、と上奏した。

## 出自
大姓八族の一つである燕氏の出身。韓国の『斗山世界大百科事典』は、燕氏の始祖及び淵源は不詳である、と説明している。しかし、朝鮮古代史学者の鄭載潤は、燕氏は大姓八族の一つであるため、土着系（＝「純百済人」）とみることもできるが、大姓八族は、百済の建国者である温祚王に付き従った八家であるのに、燕氏は漢城百済が崩壊し、熊津遷都以後に台頭した一族であるため、土着系とみるのは釈然とせず、「燕」という漢姓を使用した点、燕氏が軍事的に台頭した点、燕氏の拠点である錦江は禰氏（禰嵩、礼塞敦、禰福、禰誉、禰善、禰軍、禰寔進、禰素士、禰仁秀）や陳氏（陳明、陳春、陳徳止、陳微之、陳法子）などの大規模中国人移民コミュニティ存在していた点などを鑑みると、燕氏は中国人移民の可能性がある、と指摘している。朝鮮古代史学者の李弘稙や金栄官は、燕氏を錦江流域の土着系とみる見解もあるが、百済に移住した帯方郡に土着化していた中国人とみるのが妥当とする。金栄官は、燕氏は熊津時代に活発に活動したが、泗沘遷都後の聖王十八年（540年）以後姿を消し、武王八年（607年）に燕文進が登場し、隋に使臣として赴くなど燕氏は活動を再開した。百済は、対中国外交には中国系人士が有利であるため、中国系を起用しており（張威、張茂、高達、会邁、慕遺、楊茂、王茂、張塞、陳明、王辯那、王孝隣）、燕文進の出自が中国系であるため、隋の使臣に起用された、と指摘している。